# Twist the Truth
Twist the Truth je čtvrté album norské muzikantky Lene Marlin. "Here We Are" je prvním singlem z tohoto alba.
Práci na tomto albu začala Lene Marlin spolu s Even "Magnet" Johansen na jaře roku 2008. V červenci 2008 už byla ve studiu a nahrávala.
Podle článku v Dagbladet ze 16. dubna 2009 se alba "Twist the Truth" prodalo 17000 kopií.
Album obdrželo zlatou desku v Norsku a Lene to potvrdila na své oficiální Myspace stránce.
První singl "Here We Are" zajistil Lene comeback tím, že setrval na první příčce v hitparádě Norwegian National Radio Chart celé dva týdny. Poprvé od roku 2003 měla Lene hit číslo 1 na rádiu v Norsku.

## Seznam skladeb
1. „Everything's Good“ – 3:43
2. „Come Home“ – 3:59
3. „Here We Are“ – 3:26
4. „Story of a Life“ – 3:01
5. „You Could Have“ – 3:48
6. „I'll Follow“ – 4:07
7. „Learned From Mistakes“ – 5:46
8. „Have I Ever Told You“ – 4:04
9. „Do You Remember“ – 3:26
10. „You Will Cry No More“ – 2:43